# Morti nel 2010/Agosto
| Questa pagina contiene informazioni ricavate automaticamente dalle voci biografiche con l'ausilio del template Bio e di un bot. L'aggiornamento è periodico e automatico e ricostruisce completamente la pagina. Se manca una persona in questa lista, sei pregato di non aggiungerla, ma accertati piuttosto che la sua voce biografica contenga il template Bio e che i dati anagrafici siano correttamente compilati. Se il template Bio manca, inseriscilo tu stesso o, in alternativa, metti l'avviso {{tmp\|Bio}} che ne segnala la mancanza. Se i dati riportati sono sbagliati, correggi direttamente la voce biografica; le modifiche saranno visibili in questa lista entro pochi giorni. Per chiarimenti vedi il progetto biografie. La lista contiene solo le 151 persone che sono citate nell'enciclopedia e per le quali è stato implementato correttamente il template Bio. Pagina aggiornata al 2 ago 2025. |

- 1º agosto - Robert Boyle, scenografo e direttore artistico statunitense (n. 1909)
- 1º agosto - Gottfried Matthaes, inventore e saggista tedesco (n. 1920)
- 1º agosto - Meghraji III, principe e politico indiano (n. 1923)
- 1º agosto - Astore Pittana, trombettista e compositore italiano (n. 1912)
- 1º agosto - Robby Scodnik, architetto e designer italiano (n. 1938)
- 2 agosto - Antônio Ariosto de Barros Perlingeiro, calciatore brasiliano (n. 1928)
- 2 agosto - José María Silvero, allenatore di calcio e calciatore argentino (n. 1931)
- 2 agosto - Giovanni Ventura, terrorista e editore italiano (n. 1944)
- 3 agosto - Luciano Erba, poeta, critico letterario e traduttore italiano (n. 1922)
- 3 agosto - Bobby Hebb, cantautore statunitense (n. 1938)
- 3 agosto - Mario Piccioli, superstite dell'Olocausto italiano (n. 1926)
- 3 agosto - Elvira Sellerio, editrice italiana (n. 1936)
- 3 agosto - Antonio Subirana, pallanuotista spagnolo (n. 1932)
- 5 agosto - Godfrey Binaisa, politico ugandese (n. 1920)
- 5 agosto - Roberto Ferrario, giornalista, editore e imprenditore italiano (n. 1947)
- 5 agosto - Vittorio Lanternari, etnologo e storico delle religioni italiano (n. 1918)
- 5 agosto - Ugo Macera, poliziotto e funzionario italiano (n. 1914)
- 5 agosto - Nicola Porcelli, cestista e allenatore di pallacanestro italiano (n. 1935)
- 6 agosto - Danilo Coito, cestista uruguaiano (n. 1931)
- 6 agosto - Arnaldo Bixio Daini, flautista e direttore di banda italiano (n. 1922)
- 6 agosto - Christopher Dedrick, compositore, arrangiatore e direttore d'orchestra statunitense (n. 1947)
- 6 agosto - Tony Judt, storico britannico (n. 1948)
- 6 agosto - Knut Østby, canoista norvegese (n. 1922)
- 7 agosto - Carlo Castellani, medico italiano (n. 1922)
- 7 agosto - Bruno Cremer, attore francese (n. 1929)
- 7 agosto - Dino Nardin, canottiere italiano (n. 1932)
- 7 agosto - John Nelder, statistico britannico (n. 1924)
- 7 agosto - Sašo Robič, sciatore alpino e allenatore di sci alpino sloveno (n. 1967)
- 8 agosto - Patricia Neal, attrice statunitense (n. 1926)
- 8 agosto - Massamasso Tchangai, calciatore togolese (n. 1978)
- 9 agosto - George DiCenzo, attore, doppiatore e sceneggiatore statunitense (n. 1940)
- 9 agosto - Fernando Fernández, fumettista spagnolo (n. 1940)
- 9 agosto - Antonio Pettigrew, velocista statunitense (n. 1967)
- 9 agosto - Ted Stevens, politico statunitense (n. 1923)
- 10 agosto - Benjamín Arce, cestista argentino (n. 1941)
- 10 agosto - Bruno S., attore, pittore e musicista tedesco (n. 1932)
- 10 agosto - Brian Clark, calciatore inglese (n. 1943)
- 10 agosto - Dana Dawson, cantante e attrice statunitense (n. 1974)
- 10 agosto - Pëtr Nilovič Demičev, politico sovietico (n. 1918)
- 10 agosto - Augusto Fiorentini, sollevatore italiano (n. 1929)
- 10 agosto - Leo Pinto, hockeista su prato indiano (n. 1914)
- 10 agosto - Armando Robles Godoy, regista e sceneggiatore peruviano (n. 1923)
- 10 agosto - David L. Wolper, produttore televisivo e produttore cinematografico statunitense (n. 1928)
- 11 agosto - Vinicio Boffi, matematico italiano (n. 1927)
- 11 agosto - Dino Crocco, musicista e conduttore televisivo italiano (n. 1932)
- 11 agosto - Bruno Ferretti, fisico italiano (n. 1913)
- 11 agosto - Vasil' Kliment'jev, giornalista ucraino (n. 1943)
- 11 agosto - Nick Nicholson, attore statunitense (n. 1952)
- 11 agosto - Dan Rostenkowski, politico statunitense (n. 1928)
- 11 agosto - Zofia Wardyńska, pallavolista e cestista polacca (n. 1919)
- 11 agosto - Kurt Zapf, calciatore tedesco orientale (n. 1929)
- 12 agosto - Isaac Bonewits, saggista statunitense (n. 1949)
- 12 agosto - Rui Duarte De Carvalho, regista, scrittore e poeta angolano (n. 1941)
- 12 agosto - Salvatore Furia, meteorologo e poeta italiano (n. 1924)
- 12 agosto - Laurence Gardner, saggista britannico (n. 1943)
- 12 agosto - Richie Hayward, batterista statunitense (n. 1946)
- 12 agosto - Vincenzo La Valva, naturalista e botanico italiano (n. 1947)
- 12 agosto - Guido de Marco, politico maltese (n. 1931)
- 12 agosto - Artur Olech, pugile polacco (n. 1940)
- 13 agosto - Colin Austin, filologo classico, grecista e papirologo britannico (n. 1941)
- 13 agosto - Lance Cade, wrestler statunitense (n. 1981)
- 14 agosto - Herman Leonard, fotografo statunitense (n. 1923)
- 14 agosto - Abbey Lincoln, cantante, compositrice e attrice statunitense (n. 1930)
- 15 agosto - Laura D'Angelo, attrice e coreografa italiana (n. 1956)
- 15 agosto - John Green, allenatore di calcio e calciatore inglese (n. 1939)
- 15 agosto - Oleksandr Prosvirnin, combinatista nordico sovietico (n. 1964)
- 15 agosto - Ghāzī ʿAbd al-Raḥmān al-Quṣaybī, politico, diplomatico e scrittore saudita (n. 1940)
- 16 agosto - Nicola Cabibbo, fisico italiano (n. 1935)
- 16 agosto - Christopher Freeman, economista inglese (n. 1921)
- 16 agosto - Dīmītrios Iōannidīs, generale greco (n. 1923)
- 16 agosto - Meir Jacob Kister, arabista e islamista israeliano (n. 1914)
- 17 agosto - Francesco Cossiga, politico e costituzionalista italiano (n. 1928)
- 17 agosto - Alfredo De Poi, politico italiano (n. 1945)
- 17 agosto - Frank Kermode, critico letterario britannico (n. 1919)
- 17 agosto - Agla Marsili, attrice italiana (n. 1946)
- 17 agosto - Bill Millin, militare scozzese (n. 1922)
- 18 agosto - Carlo Ugo di Borbone-Parma, nobile (n. 1930)
- 18 agosto - Harold Connolly, martellista statunitense (n. 1931)
- 18 agosto - Rina Franchetti, attrice italiana (n. 1907)
- 18 agosto - Rodolfo Salas, cestista peruviano (n. 1928)
- 19 agosto - Skandor Akbar, wrestler statunitense (n. 1934)
- 19 agosto - Zenon Bortkevič, pallanuotista sovietico (n. 1937)
- 19 agosto - Ahna Capri, attrice statunitense (n. 1944)
- 19 agosto - Johannes Riedl, calciatore e allenatore di calcio tedesco occidentale (n. 1950)
- 20 agosto - Pramarn Adireksarn, militare e politico thailandese (n. 1913)
- 20 agosto - Jean Benoît, artista canadese (n. 1922)
- 20 agosto - Ramon Berloso, serial killer italiano (n. 1975)
- 20 agosto - Leonid Brumberg, pianista russo (n. 1925)
- 20 agosto - Tiberio Murgia, attore italiano (n. 1929)
- 20 agosto - Masato Otaka, architetto giapponese (n. 1923)
- 20 agosto - Renato Pollini, politico italiano (n. 1925)
- 20 agosto - Franz Schurmann, sociologo e storico statunitense (n. 1926)
- 21 agosto - Alberto Ablondi, vescovo cattolico italiano (n. 1924)
- 21 agosto - Giuseppe Amarante, politico e sindacalista italiano (n. 1928)
- 21 agosto - Gheorghe Apostol, politico rumeno (n. 1913)
- 21 agosto - Aut Erickson, hockeista su ghiaccio e allenatore di hockey su ghiaccio canadese (n. 1938)
- 21 agosto - Rodolfo Fogwill, sociologo e scrittore argentino (n. 1941)
- 21 agosto - Chloé Graftiaux, arrampicatrice e alpinista belga (n. 1987)
- 21 agosto - Peter Gwynn-Jones, genealogista britannico (n. 1940)
- 21 agosto - Christoph Schlingensief, drammaturgo e regista teatrale tedesco (n. 1960)
- 21 agosto - Gino Vasirani, calciatore italiano (n. 1921)
- 22 agosto - Raúl Belén, calciatore argentino (n. 1931)
- 22 agosto - Stjepan Bobek, calciatore e allenatore di calcio jugoslavo (n. 1923)
- 22 agosto - Francesco Cascioli, giornalista, scrittore e illustratore italiano (n. 1953)
- 22 agosto - Gheorghe Fiat, pugile rumeno (n. 1929)
- 22 agosto - Ariel Olascoaga, cestista uruguaiano (n. 1929)
- 23 agosto - Henrik Hansen, lottatore danese (n. 1920)
- 23 agosto - Giuseppe Pezzuoli, chirurgo e cardiochirurgo italiano (n. 1920)
- 23 agosto - George T. Smith, politico statunitense (n. 1916)
- 23 agosto - Giuseppe Viola, pittore italiano (n. 1933)
- 23 agosto - George David Weiss, cantautore e compositore statunitense (n. 1921)
- 24 agosto - Satoshi Kon, regista, sceneggiatore e character designer giapponese (n. 1963)
- 24 agosto - Giovanni Romano, calciatore italiano (n. 1931)
- 24 agosto - William Bart Saxbe, politico statunitense (n. 1916)
- 24 agosto - Mitsuyo Seo, animatore e illustratore giapponese (n. 1911)
- 25 agosto - Salvador Dijols, cestista portoricano (n. 1938)
- 25 agosto - Norm McAtee, hockeista su ghiaccio e allenatore di hockey su ghiaccio canadese (n. 1921)
- 26 agosto - Frank Baumgartl, siepista tedesco (n. 1955)
- 26 agosto - William B. Lenoir, astronauta statunitense (n. 1939)
- 26 agosto - Bob Maitland, ciclista su strada britannico (n. 1924)
- 26 agosto - Giuliano Manacorda, critico letterario italiano (n. 1919)
- 26 agosto - Bruno Napoli, politico italiano (n. 1942)
- 26 agosto - Raimon Panikkar, filosofo, teologo e presbitero spagnolo (n. 1918)
- 27 agosto - Fermo Camellini, ciclista su strada italiano (n. 1914)
- 27 agosto - Anton Geesink, judoka, lottatore e wrestler olandese (n. 1934)
- 27 agosto - Ivan Ivanov, lottatore bulgaro (n. 1937)
- 27 agosto - Marampudi Joji, arcivescovo cattolico indiano (n. 1942)
- 27 agosto - Simone Scatizzi, vescovo cattolico italiano (n. 1931)
- 27 agosto - Virginia Beatrice Smith, avvocato, economista e educatrice statunitense (n. 1923)
- 27 agosto - Luna Vachon, wrestler statunitense (n. 1962)
- 28 agosto - Tommaso Biamonte, politico e partigiano italiano (n. 1921)
- 28 agosto - Pietro Chiodini, ciclista su strada italiano (n. 1934)
- 28 agosto - Emilio Cordero, presbitero, regista e produttore cinematografico italiano (n. 1917)
- 28 agosto - Daniel Ducarme, politico belga (n. 1954)
- 28 agosto - Livio Ghioni, allenatore di calcio e calciatore italiano (n. 1938)
- 28 agosto - Sinan Hasani, politico jugoslavo (n. 1922)
- 28 agosto - Augoustinos Kantiōtīs, vescovo ortodosso greco (n. 1907)
- 28 agosto - Roger Mas, fumettista e illustratore francese (n. 1924)
- 28 agosto - Bill Strum, giocatore di curling statunitense (n. 1938)
- 28 agosto - Gordon Williams, filologo classico irlandese (n. 1926)
- 28 agosto - Kotetsu Yamamoto, wrestler giapponese (n. 1941)
- 29 agosto - Brooke Makler, schermidore statunitense (n. 1951)
- 30 agosto - Pedro Cambareri, allenatore di calcio e calciatore argentino (n. 1940)
- 30 agosto - Alain Corneau, regista francese (n. 1943)
- 30 agosto - Patrick Dougherty, vescovo cattolico australiano (n. 1931)
- 30 agosto - Franco Ferrucci, scrittore e traduttore italiano (n. 1936)
- 30 agosto - Giuseppe Reina, avvocato e politico italiano (n. 1928)
- 30 agosto - Francisco Varallo, calciatore e allenatore di calcio argentino (n. 1910)
- 31 agosto - Laurent Fignon, ciclista su strada e pistard francese (n. 1960)
- 31 agosto - Phillip Tisson, calciatore santaluciano (n. 1985)
- 31 agosto - Vladimir Georgiev Škodrov, astronomo bulgaro (n. 1930)